# Татарівка
Тата́рівка — село в Україні, у Бобровицькій міській громаді Ніжинського району Чернігівської області.
Назва села, мабуть, пов'язана з кочівниками.

## Історія
12 червня 2020 року, відповідно до розпорядження Кабінету Міністрів України № 730-р «Про визначення адміністративних центрів та затвердження територій територіальних громад Чернігівської області», увійшло до складу Бобровицької міської громади.
19 липня 2020 року, в результаті адміністративно-територіальної реформи та ліквідації Бобровицького району, увійшло до складу Ніжинського району Чернігівської області.